# 祇園山 (高梁市)
祇園山（ぎおんやま）は岡山県高梁市にある山。標高550メートル。

## 概要
吉備高原上に残る残丘で山体は流紋岩からなる。山頂から北面に向かって大佐山・星山・櫃ヶ山など中国山地の山々を一望出来る。
山頂近くには祇園寺が置かれており、聖域として山への立ち入りが制限されてきたことから付近にはモミやアカマツなどの自然林が残る。南側は緩い斜面で起伏の少ない丘陵地となっていてアカマツの林が広がっており、山の下層においてもヤマツバキやツルシキミ、サカキ、ウラジロガシなど元々の植生を強く残している。こうした点が評価され、1978年（昭和53年）3月には岡山県自然保護条例に基づき郷土自然保護地域に指定された。